# Черновицкая губерния
Черновицкая губерния — административно-территориальная единица, созданная после занятия Восточной Галиции российскими войсками во время Первой мировой войны.

## История
Образована осенью 1914 в составе Временного военного генерал-губернаторства Галиция.
Фактически губерния существовала до октября 1914. С ноября 1914 по февраль 1915 и с июня 1916 по август 1917 большая часть её территории находилась под контролем российских войск.

## Административное деление
Губерния состояла из 10 уездов. Центр — город Черновицы (ныне Черновцы).
| №  | Уезд          | Уездный город |
| -- | ------------- | ------------- |
| 1  | Выжницкий     | Выжница       |
| 2  | Городенский   | Городенка     |
| 3  | Коломыйский   | Коломыя       |
| 4  | Косовский     | Косов         |
| 5  | Коцманский    | Кицмань       |
| 6  | Надворнянский | Надворная     |
| 7  | Селятинский   | Селятин       |
| 8  | Снятынский    | Снятын        |
| 9  | Стороженецкий | Сторожинец    |
| 10 | Черновицкий   | Черновицы     |

## Население
Население губернии составляло около 1 млн чел. (по переписи 1910). В этническом отношении преобладали русины и румыны.